# Laurent Brochard

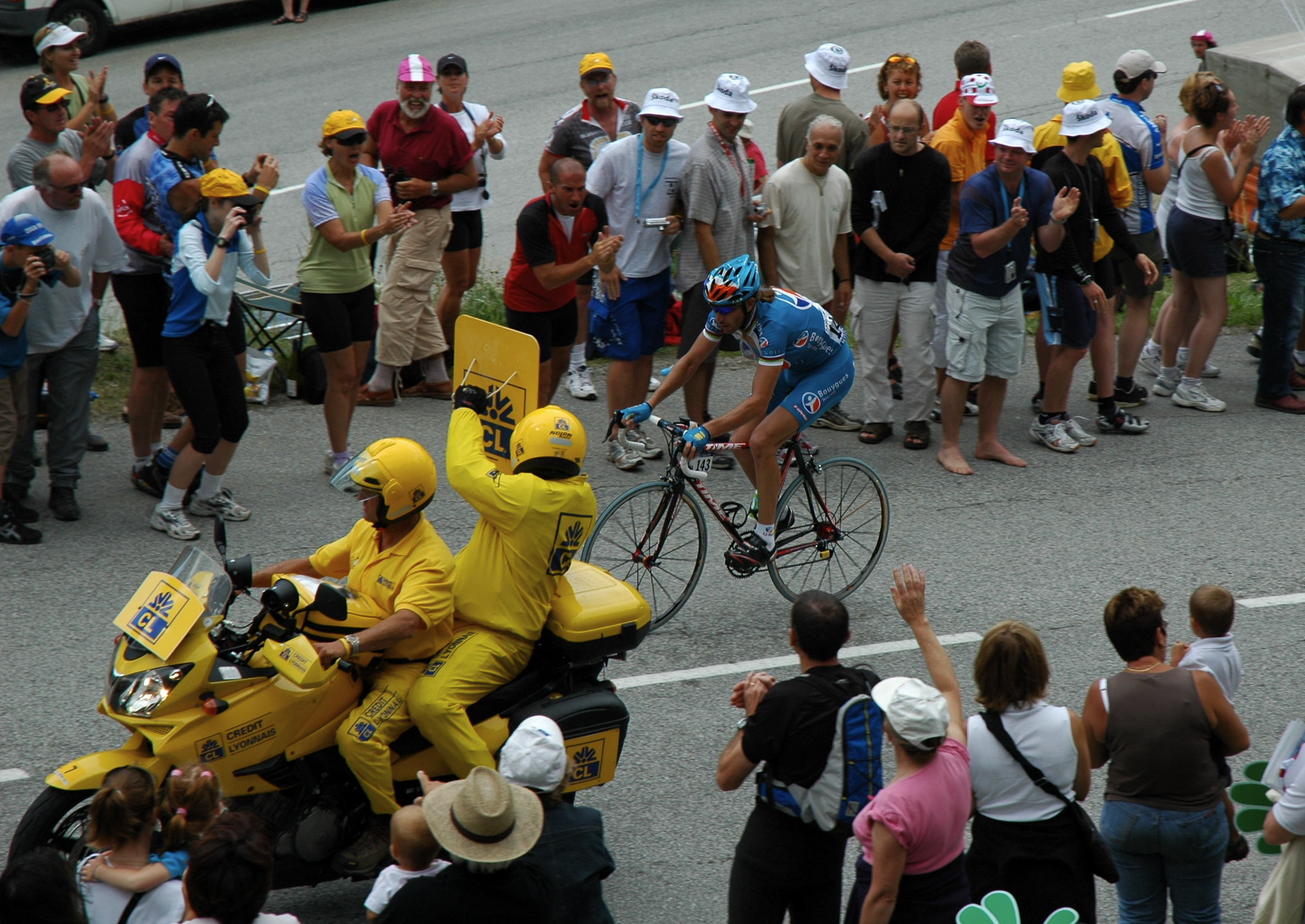
Laurent Brochard bei der Tour de France 2005

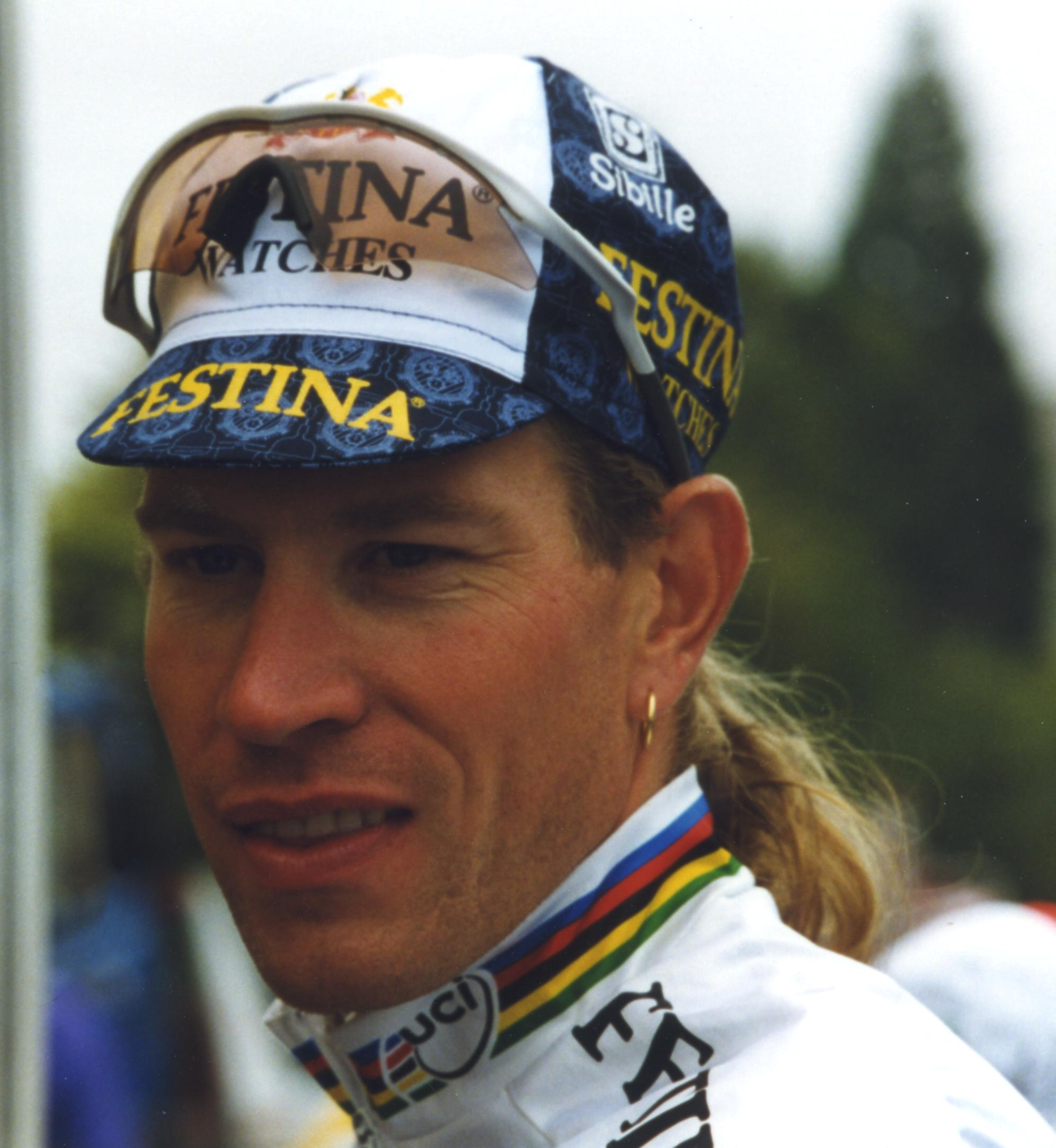
Laurent Brochard

Laurent Brochard (* 26. März 1968 in Le Mans) ist ein ehemaliger französischer Radrennfahrer.

## Karriere
Er war bereits als Amateur bei Etappenrennen sehr erfolgreich, so gewann er u. a. 1990 Etappen bei der Route de France und der Rheinland-Pfalz-Rundfahrt. Brochard wurde 1992 Profi und galt als Allrounder. In seinen Anfangsjahren errang er einen Sieg bei der Tour du Haut-Var, einen bei der Limousin-Rundfahrt, sowie Etappensiege dort und bei der Mittelmeer-Rundfahrt.
1997 hatte Brochard seinen Durchbruch. Er gewann zwei Etappen bei dem Etappenrennen Midi Libre und war erfolgreich auf der 9. Etappe der Tour de France 1997 von Pau nach Loudenvielle durch die französischen Pyrenäen am 14. Juli. Im selben Jahr feierte er den wohl größten Erfolg seiner Karriere, als er im spanischen San Sebastián Weltmeister wurde.
Im Jahr 1999 meldete er sich dann mit einem Etappensieg für das kleine Team Jean Delatour bei der Vuelta a España zurück und gewann bis 2002 weitere kleinere Rennen. 2003 wechselte er dann zu Ag2r Prévoyance. Ab 2005 fuhr er für das Team Bouygues Télécom und gewann in jenem Jahr zum dritten Mal nach 2001 und 2003 das Rennen Paris–Camembert. 2008 beendete er im Alter von 39 Jahren seine Karriere, nachdem er für 2009 keinen Vertrag mehr erhielt.

## Doping
Nach dem Sieg Brochards bei der Weltmeisterschaft 1997 wurde er positiv auf das zu Dopingmitteln zählende Betäubungsmittel Lidocain getestet. Da er ein ärztliches Attest vorweisen konnte, wurde er jedoch nicht für schuldig befunden. Es hieß, Brochard habe unter Bandscheibenproblemen gelitten und das Mittel aus diesem Grund genommen. Der Festina Masseur Willy Voet, welcher den Festina-Skandal auslöste, behauptete, das Attest sei erst etwa zwei Wochen nach dem positiven Dopingtest erstellt worden, um einen Skandal zu vermeiden. Dies sei direkt durch die UCI und FFC geschehen. Voet habe laut eigener Aussage Brochard ein spanisches Kortisonpräparat zur irregulären Leistungssteigerung verabreicht (Doping), in dem jedoch auch Lidocain enthalten war. Was Voet hier behauptet müsste als ein handfester Skandal von „ganz oben“ eingestuft werden. Die Aussagen Voets während der Festina-Affäre haben sich jedenfalls allesamt bewahrheitet.
Im Regenbogentrikot gewann Brochard schließlich eine Etappe beim Midi Libre, bevor er dann bei der Tour de France 1998 mit in die Festina-Affäre hineingeriet. Er gestand EPO-Doping und wurde von der UCI gesperrt. Die ominösen Vorkommnisse bei der Weltmeisterschaft 1997 wurden nicht thematisiert.

## Palmarès
1994
- Tour du Haut-Var

1996
- Limousin-Rundfahrt

1997
- Weltmeister – Straßenrennen
- eine Etappe Tour de France

1999
- eine Etappe Vuelta a España

2000
- Paris–Bourges

2001
- Paris–Camembert

2002
- Polen-Rundfahrt
- Regio-Tour

2003
- Paris–Camembert
- Critérium International

2004
- Étoile de Bessèges

2005
- Paris–Camembert

2007
- eine Etappe Luxemburg-Rundfahrt